# Метеж на Баунти
Метежът на британския кораб „Баунти“ избухва в южната част на Тихия океан на 28 април 1789 г.
Недоволният корабен екипаж, предвождан от лейтенант Флетчър Крисчън, завзема управлението, като отстранява капитана на кораба лейт. Уилям Блай и го оставя с 18 негови поддръжници с баркас в открито море. Метежниците се заселват на островите Таити и Питкерн. Лейт. Блай преплава над 6500 km с баркаса в открито море, докато достигне безопасно място, а след това информира началниците за подвеждане на бунтовниците под отговорност.
„Баунти“ отплава от Англия в края на 1787 г. с мисията да събере и превози фиданки на хлебно дърво от Таити до Антилите. По време на 5-месечния престой в Таити голяма част от екипажа живее на брега и създава взаимоотношения с местните полинезийци, което довежда до разваляне на военната дисциплина на моряците. В същото време отношенията между Блай и екипажа му се влошават, след като той започва да раздава все по-строги критики и наказания, като Крисчън е сред най-честите му мишени. Отплават в морето и след 3 седмици Крисчън и другите метежници изхвърлят Блай от кораба му. На борда на кораба остават 25 души, включително и лоялисти, задържани против волята им, както и други, за които няма място на баркаса.
След като Блай достига Англия през април 1790 г., Адмиралтейството изпраща кораба „Пандора“ с цел да се заловят бунтовниците. 14 от тях са задържани в Таити и са хвърлени в килиите на кораба, който продължава безуспешно да търси останалите от групата на Крисчън, които се укриват на островите Питкерн. След като поема обратно към Англия, „Пандора“ засяда на плитчина в Големия бариерен риф, при което загиват 31 души от екипажа и 4 затворници. Оцелелите 10 затворници достигат Англия през юни 1792 г. и са изправени пред военен съд. Оправдани са 4 метежници, помилвани са 3-ма, а други 3-ма са обесени.
Групата на Крисчън остава неразкрита на Питкерн до 1808 г. При откриването на групата единственият оцелял метежник е Джон Адамс. Всичките му другари, включително и водачът им Крисчън, или са убити от полинезийските им придружители, или са се убили един друг. Срещу оцелелия Адамс не са предприети никакви действия. Наследници на метежниците и таитянските им пленници живеят на островите Питкерн и до днес.